# Joachim Blank
Joachim Blank (* 1963 in Aachen) ist ein deutscher Künstler und Hochschullehrer.

## Leben und Werk
Joachim Blank absolvierte von 1985 bis 1986 eine Ausbildung als Fotograf an der Letteschule in Berlin. Er studierte von 1988 bis 1996 an der Freien Universität. Seit 1995 lehrt Joachim Blank an der Hochschule in Leipzig und wurde 2003 als Professor an die Hochschule für Grafik und Buchkunst Leipzig berufen. Von 2003 bis 2006 war Blank dort Prorektor für Hochschulentwicklung. Joachim Blank wurde mit zahlreichen Auszeichnungen geehrt und stellt international aus.
Das Projekt Handshake ging aus einem losen Zusammenschluss von Medienkünstlern, der sich Lux Logis nannte, hervor und wurde 1993 von Barbara Aselmeier, Joachim Blank, Armin Haase und Karl Heinz Jeron gegründet. „In Deutschland war es eines der ersten Kommunikationsprojekte unter Einbeziehung des Internets. 1994 bis 1995 betrieb Handshake das legendäre Clubnetz, das aus öffentlichen IRC-Chat-Terminals in Berliner Clubs bestand. Zum Jahreswechsel 1994/95 ging Handshake in der neugegründeten Internationalen Stadt auf.“

Joachim Blank arbeitete von 1996 bis 2005 zusammen mit Karl Heinz Jeron. Als Blank & Jeron nahmen sie mit der Arbeit Without Addresses an der documenta X in Kassel teil.

„In Without Adresses erhalten die Besucher keine Kenntnis über deren gesamten Aufbau. Sie hinterlassen Spuren, die sich zu Pfaden erweitern und Wege erzeugen. Sie schreiben sich ein. Die Gesamtheit der Besuche bildet die Struktur, das Wegesystem. Die sich selbst schreibende Website hat keine Adressen, keinen Index.
Die Startseite der Website aktiviert neben dem ersten Dokument zwei Applikationen. Die erste Applikation öffnet ein einfaches Texteingabefeld in einem eigenen Fenster. Hier erhält der Besucher die Möglichkeit, den Vorgang des Einschreibens zu starten. An ihn oder sie wird die Bitte gerichtet: „Sag mir, wer Du bist.“ Der eingegebene Text wird als Suchmuster für eine Online-Recherche im Internet benutzt. Aus dem Ergebnis der Recherche wird eine individuelle HTML-Seite erzeugt. Der Besucher hinterläßt eine Spur in Without Addresses.“